# Tethionea obtusidens
Tethionea obtusidens är en skalbaggsart. Tethionea obtusidens ingår i släktet Tethionea och familjen långhorningar.

## Underarter
Arten delas in i följande underarter:
- T. o. obtusidens
- T. o. subacuta